# Гаршайд
Гаршайд (нім. Harscheid) — громада в Німеччині, розташована в землі Рейнланд-Пфальц. Входить до складу району Арвайлер. Складова частина об'єднання громад Аденау.
Площа — 3,13 км2. Населення становить 135 ос. (станом на 31 грудня 2020).